# Solana

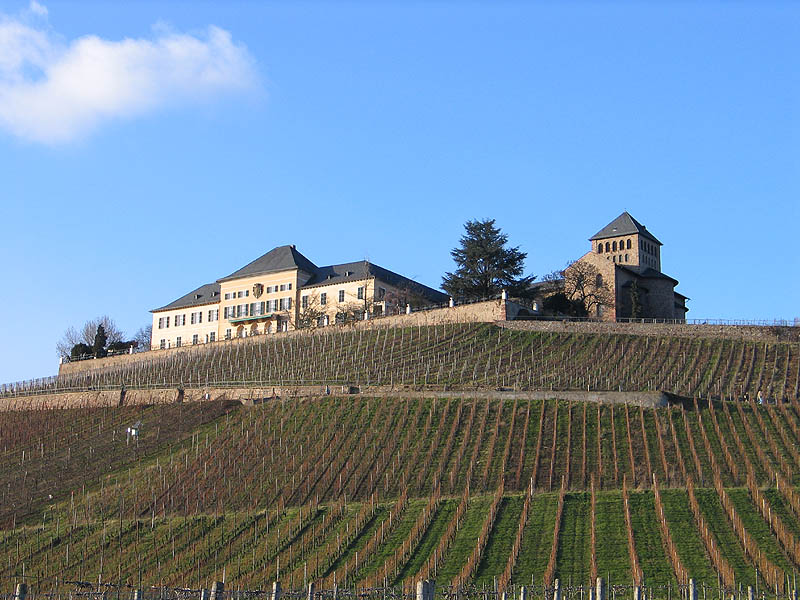
El palacio-fortaleza de Johannisberg en el Rheingau, Alemania, con cultivos de viña hacia el sur, en la vertiente de solana.

Se denomina solana a las laderas o vertientes de una cordillera o zona montañosa en general que reciben mayor cantidad de radiación solar, donde inciden mucho los rayos solares y con mayor intensidad por la inclinación del relieve en comparación con las vertientes o laderas de umbría. 
En sentido estricto solo se pueden hablar de vertientes o laderas de solana y de umbría cuando nos referimos a las zonas templadas de ambos hemisferios ya que en este caso, las diferencias de insolación son muy notorias y causan grandes diferencias térmicas en el clima. Así, en el hemisferio norte, la solana es la parte de un terreno, normalmente montañoso, orientada hacia el sur. Por el contrario, en el hemisferio sur, la solana es la parte orientada hacia el norte. 

## Solanas y umbrías
En las latitudes medias del hemisferio norte, los valles estrechos y profundos orientados de norte a sur solo reciben los rayos solares con intensidad al mediodía. En los valles orientados de este a oeste, solo reciben una insolación abundante las laderas que miran hacia el sur. En cambio, las laderas orientadas hacia el norte (siempre en el hemisferio norte), pueden quedar en el invierno completamente a la sombra durante semanas. Así, los contrastes térmicos entre laderas son importantes cuando los relieves están orientados de oriente a occidente. Las solanas reciben más energía solar, son más cálidas y a menudo más cultivadas y habitadas por las personas. El contraste solana / umbría es muy visible en regiones montañosas soleadas.

## Ángulo de incidencia de los rayos solares
El ángulo de incidencia de los rayos del sol varía con la exposición y las estaciones. Al mediodía, los rayos solares pueden tener una inclinación alrededor de los 55° y una solana, con una pendiente de 35°, recibe una radiación de plano (equivalente a una radiación en vertical, aunque existe una cierta diferencia en la oblicuidad de los rayos solares incidentes que los hace menos efectivos que si fueran realmente en vertical, por la mayor distancia que tienen que atravesar de la atmósfera), mientras que en la umbría, con una pendiente equivalente, el ángulo es de solo 20°. La cantidad de energía por unidad de superficie es, pues, claramente más débil en el segundo caso, ya que la reflexión aumenta cuando el ángulo de incidencia disminuye. En estas condiciones, la energía recibida por unidad de superficie varía en un abanico de 1 a 10 entre las dos vertientes. De todos modos, la mezcla del aire atenúa en gran medida los contrastes térmicos que se derivan de la distinta exposición a los rayos solares.

## Las solanas en las altas latitudes

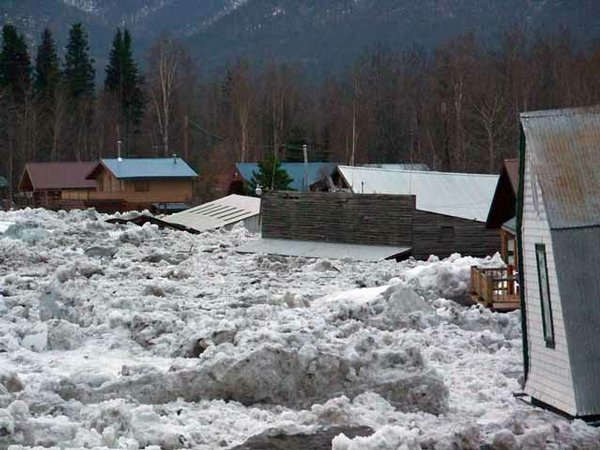
Inundación relámpago en Eagle, Alaska, al aglomerarse el hielo sobre las aguas del río Yukón y desbordarse.

En las regiones subárticas (50° a 60° de latitud N), las regiones montañosas tienen una diferencia muy marcada entre las laderas de solana y de umbría ya que determinan la mayor o menor duración del deshielo, así como la época en la que comienza y termina dicho deshielo. A su vez, la mayor o menor duración o intensidad de ese deshielo puede dar origen a enormes inundaciones, como las que suceden en las cuencas del Misuri, Misisipi, Yukón y de otros ríos en América del Norte, o de los ríos ruso-siberianos, cuyos deshielos se agravan porque el caudal del deshielo aumenta progresivamente al avanzar su cauce hacia el norte, ya que, cuando comienza a derretirse el hielo en el curso superior, todavía se encuentra llena de nieve y hielo la parte inferior de dicho curso (ríos Obi, Yenisey, Lena y Amur, a los que habría que señalar el río Mackenzie y en partes del río Yukón en América del Norte.

## Vegetación de la solana
La orientación de la solana es la más cálida y luminosa, la preferida para mantener los cultivos, principalmente los típicamente mediterráneos: viña, olivo, almendro, ya que todas son especies con grandes necesidades de luz y que pueden soportar las condiciones de mayor sequedad del terreno contrapuestas a las de la umbría, que son más sombrías y relativamente más húmedas, no tanto porque llueva más, sino porque la menor insolación disminuye considerablemente la evaporación. Pero esta comparación solo es válida a partir de cierta latitud, ya que cuando se trata de latitudes bajas, la mayor insolación se traduce en una mayor sequedad del clima, por lo que muchas veces resulta contraproducente.
La orientación más cálida y luminosa en las regiones mediterráneas del hemisferio norte es al suroeste. En cambio, en los climas más húmedos, tanto de la zona templada como de la zona intertropical, las laderas más cálidas y luminosas se disponen hacia el sureste. Esta diferencia se debe a que en un clima lluvioso, la nubosidad se concentra en las tardes, mientras que en los climas más secos (como sucede con el clima mediterráneo), la insolación suele ser abundante, tanto en la mañana como en la tarde.
En ambientes mediterráneos, las partes soleadas son más pobres en vegetación natural, aunque la flora puede ser muy abundante en especies heliófilas, como lo son casi todas las labiadas y muchas de la familia de las compuestas o Asteraceae y orquídeas. El pino carrasco (Pinus halepensis) domina en las solanas hasta unos 1000 metros de altitud.
En las solanas situadas en clima mediterráneo con pendiente superior al 10% hay mucha erosión, provocada principalmente por las tormentas y especialmente las de principios de verano y otoño, que se producen con la tierra muy seca y fácil de arrastrar. Muy a menudo la profundidad de tierra en una solana es, por este motivo, mucho menor que en una umbría y a veces queda visible la roca madre.  Por esta razón, junto con el de la menor acumulación de humedad y mayor evaporación, la vegetación puede tener un porcentaje de recubrimiento del suelo muy escaso.
En la gestión agrícola de las solanas cultivadas es aconsejable adoptar las técnicas de mínimo laboreo e incrementar la materia orgánica que ayuda a retener agua y evita en cierto modo la erosión.

## Las solanas en la agricultura
En principio, las vertientes de solana son las que se encuentran de cara al sur en el Hemisferio Norte y de cara al norte en el Hemisferio Sur. Sin embargo, en ciertas áreas de la Zona Intertropical, la definición o delimitación de la solana no resulta tan sencilla, ya que ello depende de algunos factores distintos a su orientación hacia el norte o al sur, por ejemplo, a su orientación con respecto a la insolación en horas de la mañana (casi siempre más intensa) o de la tarde (mucho menor por la mayor nubosidad). Es por ello que en algunos casos, como sucede en Venezuela y en otros países, las vertientes de solana son las que están orientadas hacia el este y las de umbría hacia el oeste. 
En los países de clima relativamente frío,  las vertientes de solana permiten el cultivo de plantas de clima más cálido, dado que las temperaturas más frías se compensan con una mayor insolación. Es el caso, por ejemplo, de las laderas del valle del Rin, en la margen derecha de este río, orientadas hacia el suroeste, las cuales reciben mucha mayor insolación que las de la margen izquierda: de hecho, las uvas que se emplean para elaborar el famoso vino del Rin se cultivan en las terrazas de la margen derecha de este río, mientras que en la margen izquierda no pueden cultivarse. Lo mismo podría decirse de la vid de la cual se obtiene el vino de Tokay o Tokaji (Hungría), que se cultiva en las vertientes meridionales de los Cárpatos, al noreste de Hungría. Y también el vino de Oporto, en Portugal se produce en las terrazas ubicadas en las laderas de la margen derecha del río Duero (Douro en portugués), que son las que se ubican de cara al sur y, por lo tanto, reciben mucha mayor insolación. Esta mayor insolación presenta un efecto desfavorable para el cultivo, la mayor sequedad del clima, que a veces puede corregirse con el riego por goteo que puede instalarse en laderas de cierta pendiente.